# Leptosiphonium guppyi
Leptosiphonium guppyi är en akantusväxtart som först beskrevs av William Botting Hemsley, och fick sitt nu gällande namn av Cornelis Eliza Bertus Bremekamp och Nannenga-bremek.. Leptosiphonium guppyi ingår i släktet Leptosiphonium och familjen akantusväxter. Inga underarter finns listade i Catalogue of Life.